# Kiln House
Kiln House je čtvrté album od britské rockové skupiny Fleetwood Mac, vydané v roce 1970. Je prvním albem Fleetwood Mac po odchodu Petera Greena a posledním, kde vystupuje Jeremy Spencer. I když nebyla Christine McVie plnoprávným členem skupiny až do doby krátce po vydání tohoto alba, zúčastňovala se nahrávacích frekvencí, podílela se na doprovodných vokálech a tvorbě obalu.
Tomuto albu dominuje Spencerovo retro a parodie na hudbu 50. let, avšak upřímnější písně Danny Kirwana jsou téměř stejně výrazné. Píseň "Buddy's Song" je věnována matce Buddy Hollyho a je napsána na melodii písně "Peggy Sue Got Married" s novým textem odkazujícím na několik písní Buddy Hollyho.
Raná verze Kirwanovy instrumentálky "Earl Gray", nazvaná "Farewell", byla později vydána na kompilaci The Vaudeville Years.

## Seznam stop
1. "This Is the Rock" (Jeremy Spencer) – 2:45
2. "Station Man" (Danny Kirwan, Spencer, John McVie) – 5:49
3. "Blood on the Floor" (Spencer) – 2:44
4. "Hi Ho Silver" (Fats Waller, Ed Kirkeby) – 3:05
5. "Jewel Eyed Judy" (Kirwan, Mick Fleetwood, J McVie) – 3:17
6. "Buddy's Song" (Ella Holley) – 2:08
7. "Earl Gray" (Kirwan) – 4:01
8. "One Together" (Spencer) – 3:23
9. "Tell Me All the Things You Do" (Kirwan) – 4:10
10. "Mission Bell" (Jesse D. Hodges, William Michael) – 2:32

## Sestava
Fleetwood Mac
- Jeremy Spencer – kytara, zpěv, piano
- Danny Kirwan – kytara, zpěv
- John McVie – basová kytara
- Mick Fleetwood – bicí, perkusy

Hostujcí umělec
- Christine McVie – doprovodné vokály, klávesy (na albu neuvedeno)